# دتشت (باركشير)
دتشت (بالإنجليزية: Datchet)‏ هي قرية و أبرشية مدنية تقع في المملكة المتحدة في إنجلترا. يقدر عدد سكانها بـ 4,646 نسمة .

## أعلام
- رون كريسب